# 高岸宏行
高岸 宏行（たかぎし ひろゆき、1992年〈平成4年〉10月8日 - ）は、日本のお笑いタレント、プロ野球選手（投手）、俳優。愛媛県西条市出身。お笑いコンビ・ティモンディのボケ・応援担当。グレープカンパニー所属。プロ野球選手としては独立リーグ・ルートインBCリーグの栃木ゴールデンブレーブス所属。妻は女優の沢井美優。

## 経歴
公式プロフィールでは愛媛県西条市出身となっているが、生まれて1年足らずで滋賀県に転居しているため、厳密には愛媛県生まれ・滋賀県出身である。本人は1年しか住んでないが滋賀同様、愛媛も故郷だと明かしている。その後、中学卒業までを滋賀県で過ごした後、高校は済美高校に進学することになり、再び愛媛に戻ることになった。東洋大学経営学部卒業。

### 芸人としての経歴

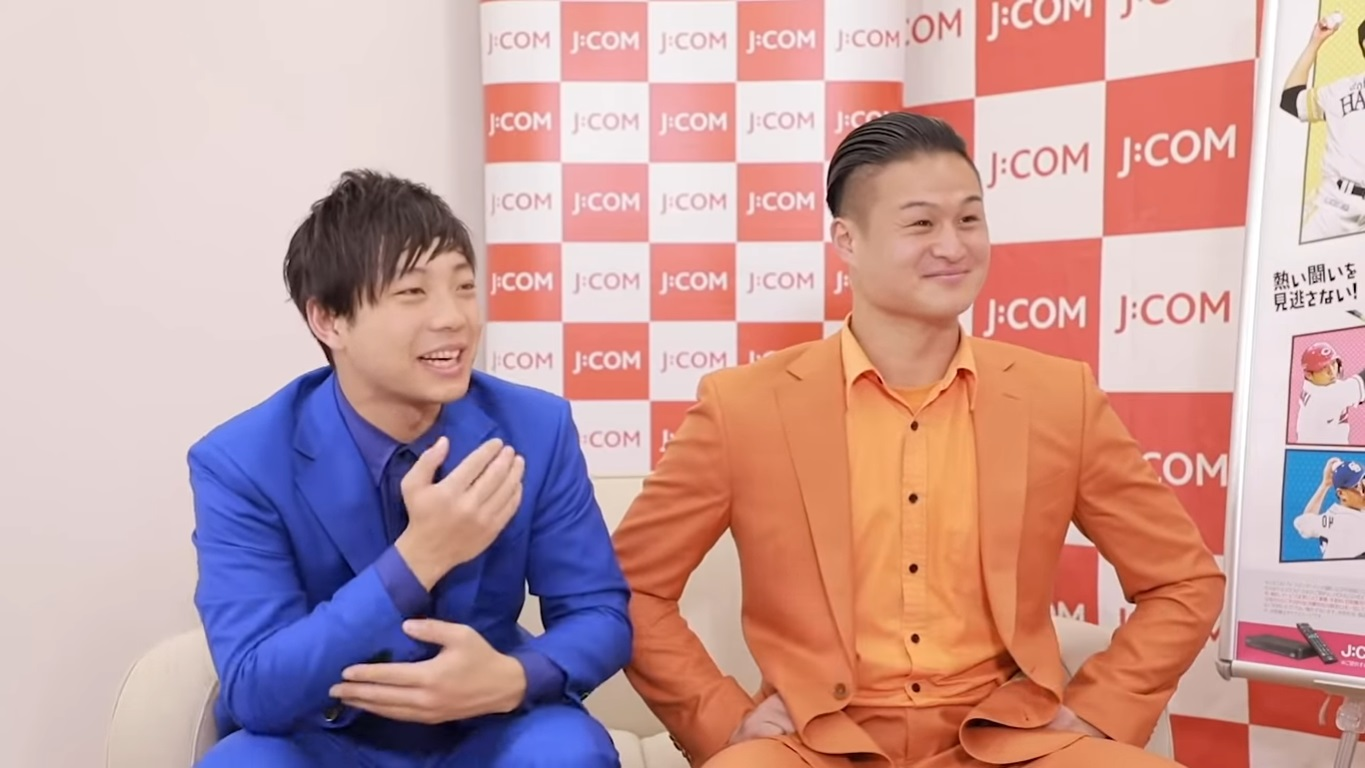
ティモンディ（左が前田裕太、右が高岸宏行）

大学3年の時に故障して野球の道を断念し、今後のことを考えていた時に、東日本大震災を受けてのサンドウィッチマンの復興活動を見て感動したことを思い出し、高校時代から仲の良かった同級生の前田裕太を誘って2015年にコンビ結成。なお、持ちネタである「やればできる!」は、済美高校の校訓に由来している。

### 野球選手としての経歴

#### 高校在籍時
済美高校在学中は、2年時からレギュラーに定着。野手として活躍したほか、投手として登板した試合で球速147 km/hを記録することもあった。愛媛県立西条高等学校のエース兼4番打者だった秋山拓巳とは2年時から対戦しており、野球部ぐるみで「打倒秋山」を目標に打撃練習へ励んでいた。2年時（2009年）の夏にも全国高等学校野球選手権愛媛大会の決勝で対戦したが、秋山の前に本大会への出場を阻まれた。またこの年の春には、智辯学園和歌山高等学校との練習試合へ登板。西川遥輝と対戦した。

#### 高校卒業後
高校卒業を控えた時に、阪神とヤクルトのそれぞれのスカウトから、プロ志望届を出せば、ドラフト会議で育成で指名するかも知れないと話があったという。監督と相談したがそこで「欲しがってくださっている大学がある」ことを知らされる。「下位指名でプロに行くよりは、その大学に行ってドラフト1位を目指さないか」という話になって、プロ志望届は出さず、高校卒業後は大学に進学、東洋大学硬式野球部からドラフト会議での上位指名によるNPB入りを目指したが、3年時に故障したことがきっかけで野球を断念した。県大会予選での決勝敗退や大学時代の怪我によるプロ野球への道を断念した際に周りの励ましの言葉や応援のパワーの凄さを体感し、残りの人生は周りを「応援をする側」に徹することを決める。

#### 芸人転身後
ティモンディ結成後は、相方の前田とのバッテリーでNPB公式戦の始球式に数回登場した。最初に登場したのは2020年10月4日の東京ヤクルトスワローズ対広島東洋カープ戦で、大学時代に東都大学野球のリーグ戦でも登板していた明治神宮野球場のマウンドでピッチングを披露（球速は138 km/h）。2021年4月3日には、日本ハム対千葉ロッテマリーンズ戦（札幌ドーム）のファーストピッチセレモニーで、日本ハムの西川を相手にストレートを投げ込んだ。この時に計測された球速は142 km/hで、当時NPB公式戦の始球式でピッチングを披露した芸能人では歴代最速とされた。後述の通り、独立リーグの栃木ゴールデンブレーブスに入団後もたびたび始球式に登板、2025年6月8日のイースタン・リーグ、オイシックス対巨人戦（ハードオフエコスタジアム新潟）では球速148 km/hを記録、自身が持つ始球式での芸能界最速記録を更新した。また、『24時間テレビ 愛は地球を救う44』での打球スピード対決では143 km/hを記録。これは ソフトボール女子日本代表の選手2名の記録を抜く結果を出した。

#### BCリーグ・栃木時代
2022年（令和4年）7月19日、ベースボール・チャレンジ・リーグ（BCリーグ）の栃木ゴールデンブレーブスに、トライアウトを経て選手として入団。背番号は16。その才能は「全然素人の投げる球ではない」と太鼓判を押された
。
入団時点では公式戦に出場できない練習生だったが、7月30日付で契約選手に変更、8月4日の試合で初めてベンチ入りした。翌8月5日、同月14日の埼玉戦 （栃木県総合運動公園野球場・以下栃木県営）に先発投手として公式戦初登板予定であることが球団から発表された。8月14日は予告通りに先発したが、2回を投げ被安打3（うち被本塁打1）、与四球5、失点3とプロの洗礼を受ける結果となった。本塁打を打たれた際に、打った青木玲磨選手へ拍手を送ったことに関しては、試合後の取材で「甘い球でしたけど、しっかり打ったのはお見事でした」というニュアンスだったと述べた。その後は2試合に登板、計3試合で0勝0敗・防御率4.91の成績を残した。レギュラーシーズン終了後、チームはポストシーズンゲームに進出、高岸も試合に帯同していたが
、登板機会がないままチームも茨城との地区チャンピオンシップで敗退し、この年のシーズンを終えた。初登板以降は、芸能活動の合間を縫って公園や楽屋で成瀬善久投手コーチらから課されたトレーニングをこなし続けていたという。
2023年（令和5年）の初登板は、4月8日の神奈川との開幕戦（栃木県営）で中継ぎ登板、1回を三者凡退に抑え入団後初の奪三振も記録した。以降は3試合に登板、勝ち星には恵まれなかったものの、入団後球速の最速記録や先発で5回を投げ切るなど成長する姿を見せていたが、5度目の登板となった6月24日の神奈川戦で、肩の違和感を訴え1イニング持たずに途中降板、この故障が要因で6月28日に球団から練習生契約への変更が発表され、選手登録から外れた。その後、選手契約に戻ることはなくこの年のシーズンが終了、計5試合で0勝3敗・防御率8.44の成績だった。
2024年（令和6年）の初登板は、リーグ戦開幕前の3月16日に開催された「エイジェックベースボールフェスタ」でのエイジェック硬式野球部との練習試合で、中継ぎで1回の登板だった。公式戦での登板は2試合に留まり、0勝2敗・防御率19.80の成績だった。シーズン中は、登板前後の期間のみ選手登録され、大半の期間は公式戦に出場できない練習生登録だった。
2025年（令和7年）の初登板は、7月20日の茨城戦で中継ぎ登板、1回を無失点に抑える好投を見せた。

## 野球選手としての特徴
右投右打。打者としても高校通算20本塁打を記録している。利き腕は左だが実家に右利き用のグローブしかなかったため、右腕で投げるようになった。

## 詳細情報

### 年度別投手成績
| 年 度     | 球 団     | 登 板 | 先 発 | 完 投 | 完 封 | 無 四 球 | 勝 利 | 敗 戦 | セ 丨 ブ | ホ 丨 ル ド | 勝 率 | 打 者 | 投 球 回 | 被 安 打 | 被 本 塁 打 | 与 四 球 | 敬 遠 | 与 死 球 | 奪 三 振 | 暴 投 | ボ 丨 ク | 失 点 | 自 責 点 | 防 御 率 | W H I P |
| --------- | --------- | ----- | ----- | ----- | ----- | -------- | ----- | ----- | -------- | ----------- | ----- | ----- | -------- | -------- | ----------- | -------- | ----- | -------- | -------- | ----- | -------- | ----- | -------- | -------- | ------- |
| 2022      | 栃木      | 3     | 1     | 0     | 0     | 0        | 0     | 0     | 0        | 0           | .000  | 19    | 3.2      | 4        | 1           | 5        | -     | 0        | 0        | 2     | 0        | 3     | 2        | 4.91     | 2.45    |
| 2023      | 栃木      | 5     | 3     | 0     | 0     | 0        | 0     | 3     | 0        | 0           | .000  | 61    | 10.2     | 15       | 2           | 12       | -     | 3        | 1        | 3     | 0        | 17    | 10       | 8.44     | 2.53    |
| 2024      | 栃木      | 2     | 2     | 0     | 0     | 0        | 0     | 2     | 0        | 0           | .000  | 33    | 5.0      | 15       | 1           | 4        | -     | 0        | 1        | 0     | 0        | 13    | 11       | 19.80    | 3.80    |
| 通算：3年 | 通算：3年 | 10    | 6     | 0     | 0     | 0        | 0     | 5     | 0        | 0           | .000  | 113   | 19.1     | 34       | 4           | 21       | -     | 3        | 2        | 5     | 0        | 33    | 23       | 10.71    | 2.85    |

- 2024年度シーズン終了時

### 背番号
- 16（2022年 - ）

## 人物
衣装や普段着もすべてオレンジで、｢ビタミンカラーは見る人を元気にできる効果があると聞いたため着ている」と語る。また、仕事のときも何時でも走り出せるようにランニングシューズを履いている。
トレーニングが日課で、仕事がないときには朝7時にグランドに足を運び3〜4時間ほど行っている。ダッシュや大学生の頃にコーチから教えてもらった四足歩行、野球、ファウストボール、スポールブールなどの練習を行っている。
昔、サウナの熱波師のアルバイトをしていたことがある。
「第2のみやぞん」、｢ポスト松岡修造」とも言われている。
2022年10月22日、女優の沢井美優との結婚を発表。

## 出演

### 特別番組
- 東京五輪 ライバル物語〜勝者の敗者も思い詰まった夢舞台へ〜（フジテレビ、2021年6月26日[57]） - ナレーション

### テレビドラマ
- 鎌倉殿の13人（NHK、2022年1月9日 - ） - 仁田忠常 役[58]
- 家政夫のミタゾノ 第5シリーズ 第1話（テレビ朝日、2022年4月22日） - 内装工 役[59]
- いちげき（NHK総合・NHK BS4K、2023年1月3日） - 米吉 役[60]
- 必殺仕事人（テレビ朝日、2023年12月29日） - 高岸之介 役[61]
- 伝説の頭 翔 第7話（テレビ朝日、2024年8月30日） - 茶門日高 役[62]
- PJ 〜航空救難団〜（テレビ朝日、2025年4月24日 - 6月19日） - 中林誠 役[63]
- はぐれ鴉（テレビ大分、2025年7月22日） - 荒木彦十 役[64][65]

### 配信ドラマ
- 離婚しようよ（2023年6月22日、Netflix）[66]

### ニュース番組
- ドデスカ！(2024年4月5日- やればできる旬感めし)